# Райан, Джей
Джей Баниан (англ. Jay Bunyan, род. 29 августа 1981), более известный как Джей Райан (англ. Jay Ryan) — актёр родом из Новой Зеландии, проживает в Австралии.

## Карьера
Под своим родным именем появился в австралийской мыльной опере «Соседи» в роли Джека Скалли в период между 2002—2005 годами. Сообщается, что для этого сериала он отказался от главной роли в канадском фильме.
При прослушивании на роль в Лос-Анджелесе, Джей решил изменить свою фамилию на Райан. Начиная с 2007 года, Райан сыграл Билли «Паука» Вебба в известном австралийском сериале «Морской патруль».
В театре выступал на сцене вместе с Джоном Клизом, британским актёром и комиком. Также гастролировал на международном уровне с шоу «Пакер».
С 2009 года Райан играл Кевина в новозеландском комедийном сериале «Go Girls». В 2011 году начал играть в сериале «Offspring». Также в 2011 году был приглашён в качестве звезды в научно-фантастический сериал «Терра Нова».
В 2012 году получил главную роль в американском детективном сериале «Красавица и чудовище», где играет Винсента Келлера. 9 ноября телеканал The CW заявил, что сериал официально продлён на полный сезон.
В 2013 году появился в пилоте сериала «Вершина озера».

## Личная жизнь
В 2012 году Джей Райан сообщил, что состоит в отношениях с писательницей Дайанной Фьюман уже несколько лет. В марте 2013 года у них родилась дочь Ив.

## Фильмография

### Фильмы
| Год  | Название на русском | Название на английском | Роль        | Примечания      |
| ---- | ------------------- | ---------------------- | ----------- | --------------- |
| 2002 | Суперпожар          | Superfire              | Деннис      | ТВ фильм        |
| 2003 | Заветное желание    | You Wish!              | Чарльз      | ТВ фильм        |
| 2008 | Пересмешник         | Mockingbird            | Джоэль      | Короткометражка |
| 2008 | Негодяи             | Bleeders               | Финн        | Короткометражка |
| 2009 | Франсва Шарль       | Franswa Shar!          | Сонни       | Короткометражка |
| 2010 | Лу                  | Lou                    | Космо       |                 |
| 2019 | Оно 2               | It: Chapter Two        | Бен Хэнском |                 |

### Телесериалы
| Год       | Название на русском    | Название на английском | Роль                   | Примечания                |
| --------- | ---------------------- | ---------------------- | ---------------------- | ------------------------- |
| 1998      | Молодость Геракла      | Young Hercules         | Кадет                  | 1 эпизод                  |
| 1999      | Зена — королева воинов | Xena: Warrior Princess | Зортис                 | 1 эпизод                  |
| 2002      |                        | Being Eve              | Сэм Купер              | 13 эпизодов               |
| 2002—2005 | Соседи                 | Neighbours             | Джек Скалли            | Главная роль; 173 эпизода |
| 2005      |                        | Interrogation          | Полицейский Дин Салмон | 3 эпизода                 |
| 2007—2009 | Морской патруль        | Sea Patrol             | Билли «Паук» Вебб      | Главная роль; 39 эпизодов |
| 2009—2012 | Вперёд, девочки        | Go Girls               | Кевин                  | Главная роль; 46 эпизодов |
| 2010      | Легенда об Искателе    | Legend of the Seeker   | Аластер                | 1 эпизод                  |
| 2011      | Такова жизнь           | Offspring              | Фрейзер Кинг           | 6 эпизодов                |
| 2011      | Terra Nova             | Terra Nova             | Курран                 | 3 эпизода                 |
| 2012—2016 | Красавица и чудовище   | Beauty and the Beast   | Винсент Келлер         | Главная роль; 70 эпизодов |
| 2013      | Вершина озера          | Top of the Lake        | Марк Митчем            | Главная роль; 6 эпизодов  |
| 2017—2018 | Мэри убивает людей     | Mary Kills People      | детектив Бен Уэсли     | Главная роль; 12 эпизодов |